# Rob Schremp
Rob Schremp, född 1 juli 1986 i Fulton, New York, USA, är en amerikansk professionell ishockeyforward som spelar för Portland Pirates i AHL. Säsongen 2010-2011 spelade han för Atlanta Thrashers i NHL. I NHL har han tidigare representerat New York Islanders samt Edmonton Oilers. Inför säsongen 2011-2012 har Rob Schremp skrivit på ett kontrakt med Modo Hockey i den svenska Elitserien i ishockey. Säsongen 2013/2014 spelade han i EV Zug i Schweiz. Inför säsongen 2014/2015 återvände han till Sverige för spel i Skellefteå AIK där det blev en säsong.

### Webbkällor
1. ↑  ”Winnipeg Jets All time roster”. http://jets.nhl.com/club/player.htm?id=8471238.
2. ↑  ”NY Islanders All time roster”. http://islanders.nhl.com/club/player.htm?id=8471238.
3. ↑  ”Edmonton Oilers All time roster”. http://oilers.nhl.com/club/player.htm?id=8471238.